# Bembo (police de caractères)
Pour les articles homonymes, voir Bembo.
Bembo est une police de caractères avec empattement humaniste dessinée en 1929 par Monotype sous la direction de Stanley Morison, basée sur un caractère de Francesco Griffo conçu vers 1495 à Venise pour l’imprimeur Alde Manuce, à l’occasion de l’édition du De Ætna de Pietro Bembo.